# 和気広虫

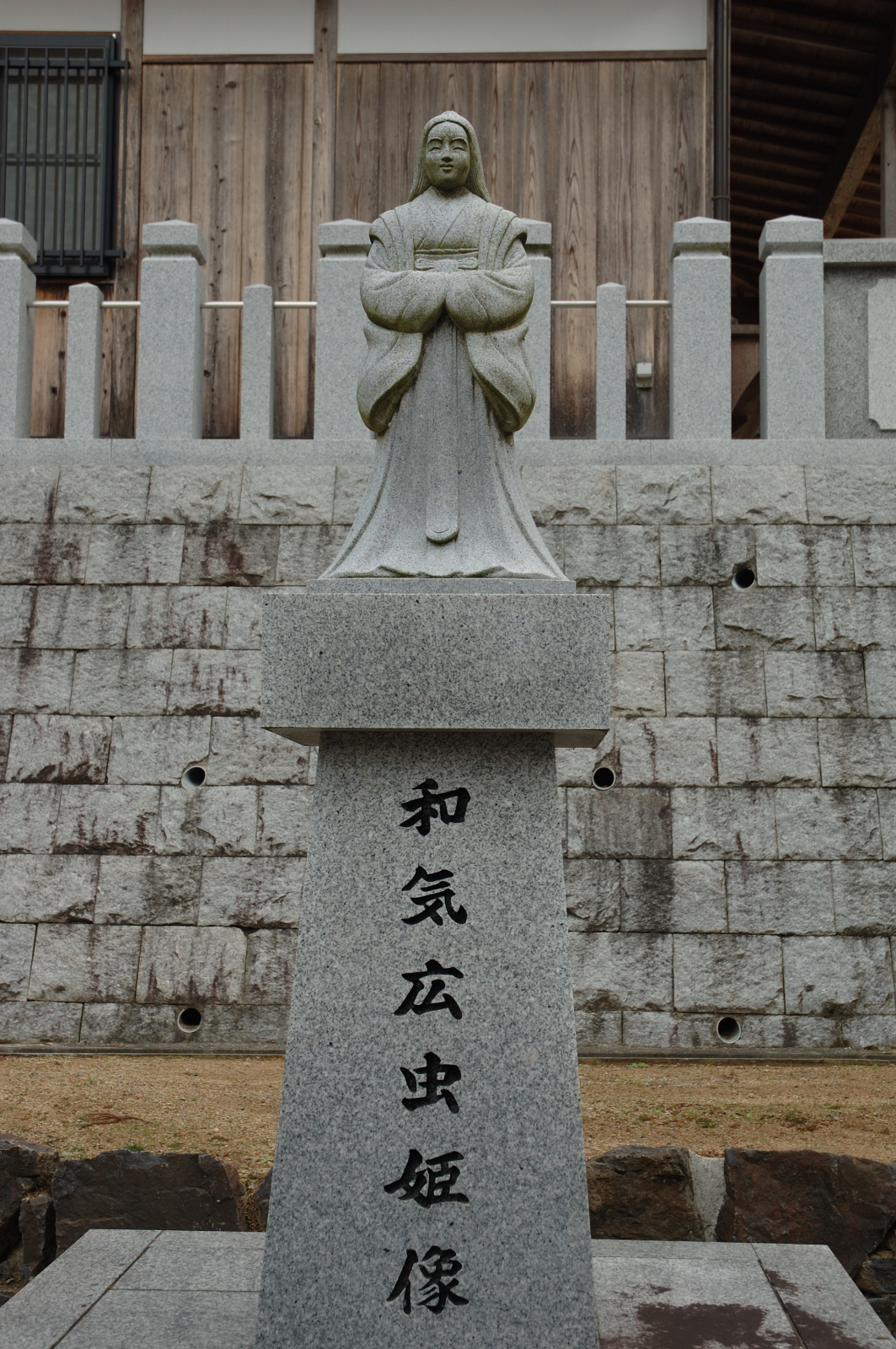
和気広虫像（和気神社）

和気 広虫（わけ の ひろむし、旧字体：和氣 廣蟲、天平2年（730年） - 延暦18年1月19日（799年2月28日）あるいは1月20日（799年3月1日））は、奈良時代の女官。姓は真人のち公、宿禰、朝臣。和気清麻呂の姉。氏名は藤野虫女・藤野別虫女・藤野別広虫女とも称される。

## 生涯
備前国藤野郡（現在の岡山県和気郡）の人。天平16年（744年）、笄年（15歳）の時に従五位下葛木戸主の妻となり、孝謙天皇に伴奉する。戸主の死別後も孝謙上皇に仕えている。正倉院文書によると、天平宝字6年（762年）3月、「豎子別広虫」と見え、その宣により、造石山院所は、聖武天皇の御葬時の御輿人の装束物を備えている。同年4月にも「女孺」と記されており、その宣により、石山院は坤宮官の七七日御斎会のため、阿弥陀浄土1舖を借りている。
同年6月、上皇に従って出家し"法均"と号し、上皇の腹臣とされ、進守大夫尼位を与えられ、四位相当の位田と封戸を授けられた。同8年（764年）、恵美押勝（藤原仲麻呂）が乱を起こし誅殺された際には、連坐して斬刑にあたる375人を、法均が孝謙上皇を強く諫めたため、上皇はその切諫を聞き入れ、死罪を減刑して流刑・徒刑にしている。
天平神護元年（765年）正月、藤原仲麻呂の乱の功により、従七位下から従五位下を賜り勲六等に叙せられている。同年3月、藤野別真人姓から改姓して吉備藤野和気真人を賜った。神護景雲2年（768年）10月、「大尼」で従四位下に準じる身分に任じられ、封戸を賜った。同3年（769年）5月には弟の清麻呂とともに「輔治野真人」に改姓されたようである。
ところが、同年9月、宇佐八幡宮の神託を請うための勅使に任じられたが、この時は病弱で長旅に耐えないことを理由に、弟の和気清麻呂に代行させている。その神託の結果が道鏡及び天皇の意に反していたことから還俗させられ、弟の清麻呂は別部穢麻呂（わけべ の きたなまろ）と改名させられて大隅国へ、広虫は別部広虫売（わけべ の ひろむしめ）と改名させられて備後国へ、それぞれ配流に処せられた。
神護景雲4年（770年）9月に帰洛を許され、改元された宝亀元年10月には無位より従五位下に叙せられた。この時、「和気公」とある。そして「吐納」のことを掌っている。同5年（774年）9月、清麻呂とともに宿禰を改めて朝臣の姓を賜り、以後昇任して桓武朝の延暦4年（785年）には藤原延福・藤原人数・因幡国造浄成女とともに従四位上に叙せられている。この前後に典蔵に任ぜられたようである。
同8年（777年）6月15日の勅旨所牒によると「内侍司典侍従四位上和気朝臣」とあり、その宣により、勅旨所は東大寺三綱にあて、地1町2段を東大寺に施入する旨を牒している。同13年（782年）7月、新京の家をつくるため、山背・河内・摂津・播磨などの国の稲一万一千束が、百済王明信・五百井女王・置始女王・因幡国造浄成女ら15人に与えられている。同15年（796年）9月、典侍の時に山城国紀伊郡の陸田2町を賜っている。
延暦18年（799年）正月、典侍・正四位上で没。行年70。淳和天皇の天長2年（825年）に正三位が贈られている。

## 人物
和気広虫は、孤児の養育に励んだことが伝えられている。夫の葛木戸主存命中の天平勝宝8歳（756年）12月に、京中の孤児を集め、衣糧を給い、養わしめたが、男9人、女1人が成人したので、葛木連姓を賜り、戸主の戸に付さしめ、親子の道をなしたとあるのは、広虫の献策があってのことと推察される。また、仲麻呂の乱後は、上述の375人の助命のほかに、飢疫に苦しみ、児童を捨てるものが多かったので、人を遣わして収集し、83人を養子として、葛木首の姓を賜ったともいう。
『日本後紀』の卒伝によると、若いときに出家して尼になり、高野天皇（孝謙・称徳天皇）に仕え、人柄は貞順で節操を欠くことがなく、桓武天皇が信頼して重用したと記されている。また、弟の清麻呂の薨伝によると、光仁天皇は「諸侍従の臣は毀誉紛紜なるも、未だ法均の他の過を語るを聞かず」（すべての近臣が何かにつけ他人を非難したり褒めたりするなかで、法均だけは他のあやまちを口にするのを聞いたことがない）と言って、法均を褒めている。弟の清麻呂とは仲が良く、姉弟で家産を共有し、当時の人々は孔懐の義（姉弟の互いに思い合う気持ち）を称讃したという。卒するに及んで、初七日や七十七日などの七日ごとの法事や、年々の忌日に追善の供養をする必要はない、二三人からなる僧侶と遺族が静かな部屋で礼仏と懺悔の仏事をすれは十分である、後世子孫の者たちは私たち二人を「法則」（手本）とすることになるであろうと弟と約束し、期待しあっていたともいう。

## 官歴
注記のないものは『六国史』による
- 天平16年（744年）：葛木戸主の妻となる
- 天平宝字6年（762年）4月：見女孺・賜四位相当位田・封戸（『大日本古文書』による）。6月：出家、進守大夫尼位
- 時期不詳：従七位下
- 天平神護元年（765年）正月7日：従五位下・勲六等。3月13日：藤野別真人姓から吉備藤野和気真人に改姓
- 時期不詳：大尼
- 神護景雲2年（768年）10月30日：準従四位下・賜封戸
- 神護景雲3年（769年）5月28日：「輔治野真人」に改姓。9月25日：還俗・備後国に配流。
- 時期不詳：位階剥奪。真人姓から公に改姓
- 神護景雲4年（770年）9月6日：帰洛を許される。宝亀元年10月25日：従五位下・吐納管掌
- 時期不詳：公から宿禰に改姓
- 宝亀5年（774年）9月28日、宿禰から朝臣に改姓
- 宝亀8年（777年）正月10日：従五位上
- 天応元年（781年）3月14日：正五位上。11月16日：従四位下
- 時期不詳：典蔵
- 延暦4年（785年）正月9日：従四位上
- 延暦8年（777年）6月15日：見内侍司典侍（『平安遺文』より）
- 延暦13年（782年）7月9日：賜稲一万一千束
- 延暦15年（796年）9月8日：賜陸田2町
- 延暦18年（799年）正月19日あるいは20日：卒去
- 天長2年（825年）：贈正三位